# Lijst van voetbalinterlands Amerikaanse Maagdeneilanden - Barbados
Deze lijst van voetbalinterlands is een overzicht van alle officiële voetbalwedstrijden tussen de nationale teams van de Amerikaanse Maagdeneilanden en Barbados. De landen speelden tot op heden zeven keer tegen elkaar. De eerste ontmoeting, een kwalificatiewedstrijd voor het Wereldkampioenschap voetbal 2018, werd gespeeld op 23 maart 2015 in Bridgetown. Het laatste duel, een groepswedstrijd tijdens de CONCACAF Nations League 2024/25, vond plaats in de Barbadiaanse hoofdstad op 9 oktober 2024.

## Wedstrijden
| № | Plaats           | Datum             | Competitie                            | Wedstrijd                  | Uitslag |
| - | ---------------- | ----------------- | ------------------------------------- | -------------------------- | ------- |
| 1 | Bridgetown       | 23 maart 2015     | WK 2018 kwalificatie                  | Barbados – Am. Maagdeneil. | 0 – 1   |
| 2 | Charlotte Amalie | 26 maart 2015     | WK 2018 kwalificatie                  | Am. Maagdeneil. − Barbados | 0 − 4   |
| 3 | Wildey           | 18 november 2018  | CONCACAF Nations League 2019/20 kwal. | Barbados − Am. Maagdeneil. | 3 − 0   |
| 4 | Bridgetown       | 12 oktober 2019   | CONCACAF Nations League 2019/20       | Barbados − Am. Maagdeneil. | 1 − 0   |
| 5 | Christiansted    | 15 oktober 2019   | CONCACAF Nations League 2019/20       | Am. Maagdeneil. − Barbados | 0 − 4   |
| 6 | Christiansted    | 10 september 2024 | CONCACAF Nations League 2024/25       | Barbados − Am. Maagdeneil. | 3 − 0   |
| 7 | Bridgetown       | 9 oktober 2024    | CONCACAF Nations League 2024/25       | Am. Maagdeneil. − Barbados | 0 − 5   |

## Samenvatting
| Competitie                    | Totaal gespeeld | Winst Am. Maagdeneil. | Gelijk | Winst Barbados | Doelsaldo Am. Maagdeneil. – Barbados |
| ----------------------------- | --------------- | --------------------- | ------ | -------------- | ------------------------------------ |
| WK-kwalificatie               | 2               | 1                     | 0      | 1              | 1 − 4                                |
| CONCACAF Nations League       | 4               | 0                     | 0      | 4              | 0 − 13                               |
| CONCACAF Nations League-kwal. | 1               | 0                     | 0      | 1              | 0 − 3                                |
| Totaal                        | 7               | 1                     | 0      | 6              | 1 − 20                               |

Wedstrijden bepaald door strafschoppen worden, in lijn met de FIFA, als een gelijkspel gerekend.